# Vic Vipers Futsal Club
Câu lạc bộ bóng đá trong nhà Vic Vipers là câu lạc bộ bóng đá trong nhà Úc có trụ sở tại Victoria. Họ chơi ở giải F-League là đỉnh cao nhất của bóng đá trong nhà ở Úc. Vic Vipers được thành lập vào cuối năm 1999 bởi Futsal Victoria